# Хугронафор
Хугронафор (такође познат и под именом Хурганофор, Харонофрис, Хармакис, Хиргонафор, Хервеннефер, или Хорвеннефер) био је становник Горњег Египта, вероватно нубијског порекла који је водио горњи Египат ка отцепљењу од владавине Птолемеја IV Филопатора, током 205. п. н. е. Нема потврђених споменика који су посвећени овом краљу, али заједно са својим наследником, Анкхмакисом (такође познат као Хаоннофрис или Анкхвенефер) владао је већим делом Египта до 186. п. н. е. На графиту на зиду погребног храма Сетија I у Абидосу, приписано му је грчко име Хиргонафор, и датира из периода око 201. п. н. е., што је потврда његовог широког утицаја. Изгледа да је преминуо пре 197. п. н. е..
Абиденски графит, један од ретких преосталих докумената из периода његове владавине, писан је на египатском језику грчким словима, најстарији документ који сведочи развој писма, које ће довести до тога да коптско писмо постане замена египатском демотском писму.